# Diplazium mutilum
Diplazium mutilum är en majbräkenväxtart som beskrevs av Gustav Kunze.
Diplazium mutilum ingår i släktet Diplazium och familjen Athyriaceae. Inga underarter finns listade i Catalogue of Life.